# Левицька Зінаїда Костянтинівна
Зінаї́да Леви́цька (1870— 1 квітня 1919, Афіни, Греція) — українська письменниця, перекладач.

## Життєпис
Була дружиною українського письменника та лікаря Модеста Левицького (1866–1932). Хворіла на сухоти.
Авторка історичної повісті «При битій дорозі» (за Равітою), надрукованої 1913 року в часописі «Українська хата» та 1914 року випущеної окремою книгою у київському видавництві «Час». У цій повісті змальовано характери персонажів, що належать до різних національностей і до різних верств населення; в ній гостро стоїть одвічна проблема зради задля слави та маєтків. 2008 року повість перевидано в літературному опрацюванні Оксани Думанської у видавництві «Світ дитини».
Разом із чоловіком перекладала з французької та польської мов. Завдяки цьому подружжю читач отримав переклади творів Ептона Сінклера, Генрика Сенкевича, Болеслава Пруса українською мовою.

## Публікації
- Левицька З. При битій дорозі: Історична повість за [Ф.] Равітою / З малюнками А. Ждахи. — К.: [Час. Друк. 1-ї Київ. Друк. Спілки, 1912]. — 218 с., 6 арк.
- Левицька З. При битій дорозі: (За Равітою): Історична повість. — Львів: Світ дитини, 2008. — 158 с.